# Henotesia peitho
Henotesia peitho är en fjärilsart som beskrevs av Carl Plötz 1880. Henotesia peitho ingår i släktet Henotesia och familjen praktfjärilar. Inga underarter finns listade i Catalogue of Life.